# Francesco Siciliano
Francesco Siciliano (Roma, 20 aprile 1968) è un attore e produttore televisivo italiano.

## Biografia
Figlio dello scrittore Enzo Siciliano, diplomato all'Accademia nazionale d'arte drammatica, ha iniziato come attore teatrale a collaborare con i principali teatri stabili italiani; è del 1991 la sua partecipazione agli Ultimi giorni dell'umanità, spettacolo di Luca Ronconi, prodotto dal Teatro Stabile di Torino. Siciliano manterrà con Ronconi una fervida collaborazione negli anni, partecipando a numerosi spettacoli del regista, fino a Memoriale di Tucidide, prodotto dal Piccolo Teatro di Milano nel 2004.
Siciliano ha lavorato inoltre con il Teatro di Roma, il Teatro Stabile di Parma dove per la sua interpretazione di Jimmy Porter in Ricorda con rabbia di John Osborne, con la regia di Walter Le Moli, ebbe una segnalazione al premio Ubu come miglior attore nel 1999, e per  le più importanti compagnie private. Nel 2009 ha diretto, prodotto e interpretato Il Ciclope di Euripide presentato alla Biennale teatro di Venezia. Ha curato per il Teatro Eliseo di Roma fra il 1993 e il 1995 "Atti di fine Stagione" festival di drammaturgia contemporanea.
Tra i suoi lavori al cinema ricordiamo Naja di Angelo Longoni, Cresceranno i carciofi a Mimongo di Fulvio Ottaviano e La cena di Ettore Scola, per cui ha ricevuto il Nastro d'argento come miglior attore non protagonista, Io ballo da sola di Bernardo Bertolucci, Celluloide di Carlo Lizzani, Pasolini, un delitto italiano di Marco Tullio Giordana, il noir Il solitario di Francesco Campanini, La santa di Cosimo Alemà, di cui è anche produttore e Pasolini di Abel Ferrara, Aspromonte di Mimmo Calopresti.
Ha ricoperto l'incarico di vice responsabile nazionale dell'informazione e cultura del Partito Democratico tra il 2009 e il 2013, e dal 5 aprile 2011 fino al luglio 2013 è stato assessore alla Cultura e spettacolo della provincia di Cagliari.
Dal 2014 al 2018 ha fatto parte del consiglio di amministrazione della Fondazione Roma e Lazio Film Commission.
Siciliano ha diretto fra il 2016 e il 2018 il "Festival do Cinema Italiano" a Campinas, in Brasile, collaborazione fra lo stato di San Paolo e Cinecittà Luce.
Da alcuni anni affianca la sua professione di attore a quella di produttore e autore televisivo. Nel 2009, infatti, fonda insieme a Paolo Rossetti e Riccardo Brun la Panamafilm. Fra le molte trasmissioni prodotte ricordiamo Stato civile, vincitore del Diversity Award e Non ho l'età, vincitore del premio Moige, entrambe per Rai 3, e i lungometraggi La santa e Zeta - Una storia hip-hop, diretto da Cosimo Alemà. Ma non si possono non citare le due serie di documentari Corpo di ballo del 2021 sul corpo di ballo del Teatro alla Scala di Milano e le due stagioni diScuola di danza sulla scuola di ballo del Teatro dell'Opera di Roma nel 2022 e nel 2023, e la serie TV 5 minuti prima, il documentario "Italo Calvino, lo scrittore sugli alberi" diretto da Duccio Chiarini e presentato a settembre 2023 a Venezia ed andato in onda su Rai1.
Ha pubblicato un libro tratto dalle storie del programma televisivo Non ho l'età, che si intitola Quando meno te lo aspetti, scritto con Riccardo Brun e Paolo Rossetti ed edito da Longanesi
Nel novembre 2023 viene nominato Presidente della Fondazione Teatro di Roma.

## Filmografia

### Cinema
- Marcellino, regia di Luigi Comencini (1991)
- Caldo soffocante, regia di Giovanna Gagliardo (1991)
- Il grande cocomero, regia di Francesca Archibugi (1993)
- La scorta, regia di Ricky Tognazzi (1993)
- Io ballo da sola, regia di Bernardo Bertolucci (1994)
- De Generazione, regia di Antonio Antonelli, episodio Catene (1994)
- Pasolini, un delitto italiano, regia di Marco Tullio Giordana (1995)
- Cresceranno i carciofi a Mimongo, regia di Fulvio Ottaviano (1996)
- Naja, regia di Angelo Longoni (1997)
- La cena, regia di Ettore Scola (1998)
- La felicità non costa niente, regia di Mimmo Calopresti (2003)
- L'iguana, regia di Catherine McGilvray (2004)
- Altromondo, regia di Fabio Massimo Lozzi (2008)
- Il solitario, regia di Francesco Campanini (2008)
- La santa, regia di Cosimo Alemà (2013)
- Pasolini, regia di Abel Ferrara (2014)
- Zeta - Una storia hip-hop, regia di Cosimo Alemà (2016)
- Aspromonte - La terra degli ultimi, regia di Mimmo Calopresti (2019)
- Romanzo radicale, regia di Mimmo Calopresti (2022)

### Televisione
- Abraham, regia di Joseph Sergent – miniserie TV (1994)
- Il barone, regia di Alessandro Fracassi, Richard T. Heffron ed Enrico Maria Salerno – miniserie TV (1995)
- Code Name: Wolverine, regia di David Jackson – film TV (1996)
- Il figlio di Sandokan, regia di Sergio Sollima – miniserie TV (1998) - mai trasmessa
- Le madri, regia di Angelo Longoni – miniserie TV (1999)
- Sospetti – serie TV (2000)
- La piovra 10, regia di Luigi Perelli – miniserie TV (2001)
- Incantesimo – soap opera (2002)
- Marcinelle, regia di Andrea e Antonio Frazzi – miniserie TV (2003)
- Soldati di pace, regia di Claudio Bonivento – miniserie TV (2003)
- Don Matteo – serie TV, episodi 02x05, 04x09 (2001-2004)
- Amanti e segreti – serie TV (2004)
- Part Time, regia di Angelo Longoni (2004)
- Distretto di Polizia 5 – serie TV, 7 episodi (2005)
- R.I.S. - Delitti imperfetti – serie TV, episodio 02x16 (2006)
- Gente di mare 2 – serie TV (2007)
- Crimini – serie TV, episodi 01x08, 02x06 (2007, 2010)
- Caravaggio, regia di Angelo Longoni – miniserie TV (2008)
- L'ispettore Coliandro – serie TV, episodio Sempre avanti (2009)
- La nuova squadra – serie TV (2011)
- Il sistema – serie TV (2016)
- Il miracolo – serie TV, episodio 01x06 (2018)
- Io ricordo, Piazza Fontana, regia di Francesco Miccichè – docu-drama (2019)
- 5 minuti prima – serie TV (2022)
- Il nostro generale – serie TV (2023)

### Cortometraggi
- Aspettando il treno, regia di Catherine McGilvray (2003)

### Produttore e autore
- La santa, regia di Cosimo Alemà (2013)
- LocalEuropa, musica valida per l'espatrio(2015)
- Stato civile - L'amore è uguale per tutti – docu-reality (2016)
- Zeta - Una storia hip-hop, regia di Cosimo Alemà (2016)
- Non ho l'età – programma televisivo (2018)
- Donne che sfidano il mondo (2020)
- Scrittori fuoriclasse (2020)
- La paura (2020)
- Corpo di ballo - L'avventura di Giselle alla Scala – docu-drama (2021)
- Scuola di danza, i ragazzi dell'Opera (2022)
- Italo Calvino - Lo scrittore sugli alberi (2023)
- Moda - Una rivoluzione italiana (2024)
- Chi vuole parlare d'amore (2024)